# 10-та бронетанкова дивізія (США)
10-та бронетанкова дивізія (США) (англ. 10th Armored Division (United States) — військове з'єднання бронетанкових військ армії США. Дивізія брала участь у бойових діях Другої світової війни. З'єднання діяло на Європейському театрі війни, організаційно входила до 3-ї армії генерала Дж. Паттона, наприкінці у 7-ій армії генерала А. Патча, що перебували в складі 12-ї та 6-ї груп армій. Після завершення війни в Європі дивізію повернули до Сполучених Штатів, де 13 жовтня 1945 року її розформували у Кемп Патрік Генрі, штат Вірджинія.

## Історія
10-та бронетанкова дивізія американської армії сформована 15 липня 1942 року у Форт Беннінг, штат Джорджія. Після тривалого періоду формування, злагодження та бойової підготовки перекинута до Європи. 23 вересня 1944 року дивізію висадили у французькому порту Шербур, де вона зосередилася поблизу містечка Турлавіль, готуючись до наземних боїв на території Франції. З'єднання ввели до складу 3-ї армії генерала Дж. Паттона.
25 жовтня 1944 року 10-та бронетанкова дивізія генерал-майора П. Ньюгардена вийшла маршем до Марс-ла-Тур на сході Франції, де 2 листопада її підрозділи у взаємодії з військами XX корпусу вперше вступили в бій з німецькими військами. Пізніше частини дивізії билися за опанування Меца. Після низки затятих кровопролитних боїв за фортечне місто, дивізія продовжила наступ до рубежу фортифікаційних укріплень лінії Зігфрида. 19 листопада 10-та бронетанкова дивізія з боями прорвалася на територію Німеччини.
З 18 грудня 1944 року бойова група «B» від 10-ї бронетанкової дивізії, оснащена танками «Шерман» та посилена винищувачами танків і бронетранспортерами увійшла до бельгійського міста Бастонь. Ці американські підрозділи стали першими, хто досяг стратегічно важливого міста на цій ділянці Західного фронту. Незабаром за місто зав'язалися кровопролитні бої з німецькими військами, що наступали за планом операції «Вахт ам Райн». На світанку 19 грудня ударні танкові групи від п'яти німецьких дивізій атакували американську бойову групу полковника В. Робертса, що обороняла місто. Протягом наступних восьми годин американські солдати відбивали чисельні танкові атаки німців, до підходу посилення від 101-ї повітряно-десантної дивізії. Згодом усі американські війська опинилися у напівоточенні, а вночі на 21 грудня німецькі танкові групи замкнули кільце оточення західніше Бастоні. З вцілілих танків 10-ї дивізії була створена ударна маневрена група для відбиття атак з будь-яких напрямків. Протягом кількох днів це угруповання мужньо утримувало місто, доки 26 грудня до обложених не прорвалася 4-та американська бронетанкова дивізія з піхотними підрозділами. Разом з цим, бойова група «B» 10-ї бронетанкової дивізії продовжувала ведення боїв в обороні до 18 січня 1945 року.
На початку лютого 1945 року, 10-та бронетанкова дивізія зосередилася в районі Меца для відновлення боєздатності й незабаром її передали 20-му корпусу. 20 лютого частини дивізії розпочали наступ проти німецького вермахту та протягом 48 годин прорвали позиційну оборону противника й вирвалися на оперативний простір. Передові підрозділи дивізії змогли подолати з боями 140 км та вийти на рубіж річки Саар. Не гаючи часу, командування дивізії організувало подолання водної перешкоди з ходу й невдовзі опанували місто Трір. Американські війська продовжили наступ та захопили міст через річку Мозель. У наслідок стрімкого наступу дивізії весь сектор оборони німецьких військ був повалений і незабаром німці капітулювали. Особисто головнокомандувач союзними військами генерал Д.Ейзенхауер та командувач 3-ї армії генерал Дж. Паттон відвідали особовий склад із поздоровленнями за результатами досягнутого успіху.
За наступний тиждень 10-та дивізія пройшла з боями 170 км та захопила в полон 8 000 німецьких солдатів і офіцерів. Після чотириденного періоду перегрупування та відпочинку дивізія стала однією з ударних сил 7-ї армії генерала А.Патча в наступі у Баварії. 28 березня з'єднання прорвалося крізь Кайзерслаутерн, на високий швидкості подолала Рейн та поринула далі на схід. У подальшому її війська билися за Гайльбронн та з півдня підступила до Штутгарта.
23 квітня 1945 року, діючи у складі VI корпусу, 10-та бронетанкова форсувала Дунай, а 27 квітня її підрозділи першими увірвалися до концентраційного табору Дахау поблизу Ландсберга. Далі американські війська вийшли до передгір'я Альп і на початку травня прорвалася до Інсбрука в Австрії.
За станом на 9 травня 1945 року підрозділи 10-ї бронетанкової дивізії дісталися Міттенвальда, в Баварії, де зупинилися. Дивізія виконувала окупаційні функції на півдні Німеччини до вересня 1945 року. 3 жовтня вона вийшла морем з порту Марсель до США. 13 жовтня з'єднання прибуло в Ньюпорт-Ньюс, здійснило марш до Кемп Патрік Генрі, штат Вірджинія, де було розформовано.
10-та бронетанкова дивізія взяла участь у захопленні та визволенні 650 міст та містечок у Західній Європі, захопила 56 000 німецьких вояків військовополоненими.
За час боїв на Західному фронті 10-та бронетанкова дивізія втратила 4031 особу, а саме: загиблими 642 чоловіки, пораненими в бою — 3109 осіб, зниклими безвісти 64 чоловіки, полоненими — 216 осіб.

## Командування

### Командири
- Генерал-майор Пол Ньюгарден (англ. Paul W. Newgarden) (липень 1942 — липень 1944)
- Генерал-майор Вільям Гаррісон Морріс (англ. William H. H. Morris, Jr.) (липень 1944 — травень 1945)
- Генерал-майор Фей Пріккет (англ. Fay B. Prickett) (травень — жовтень 1945)

### Підпорядкованість
| Час        | Корпус     | Армія      | Група армій (округ) | Штаб               |
| ---------- | ---------- | ---------- | ------------------- | ------------------ |
| 1944       |            |            |                     |                    |
| 5 вересня  | III корпус | 9-та армія | 12-та група армій   | Франція            |
| 10 жовтня  | —          | 3-тя армія | 12-та група армій   | Франція            |
| 23 жовтня  | XX корпус  | —          | —                   | Франція            |
| 7 грудня   | —          | 3-тя армія | 12-та група армій   | Франція            |
| 16 грудня  | XX корпус  | 3-тя армія | 12-та група армій   | Франція            |
| 20 грудня  | III корпус | 3-тя армія | 12-та група армій   | Франція            |
| 21 грудня  | XII корпус | —          | —                   | Франція            |
| 26 грудня  | XX корпус  | —          | —                   | Бельгія, Німеччина |
| 1945       |            |            |                     |                    |
| 17 січня   | —          | 3-тя армія | 12-та група армій   | Бельгія, Німеччина |
| 25 січня   | XV корпус  | —          | —                   | Німеччина          |
| 10 лютого  | XX корпус  | 3-тя армія | 12-та група армій   | Німеччина          |
| 23 березня | —          | 3-тя армія | 12-та група армій   | Німеччина          |
| 1 квітня   | VI корпус  | 7-ма армія | 6-та група армій    | Німеччина          |
| 8 квітня   | VI корпус  | —          | —                   | Німеччина          |